# Zygmunt Jordan
Zygmunt Jordan herbu Trąby (ur. 2 maja 1824 w Tuszynie, zm. 15 czerwca 1866 w Paryżu) – generał wojsk polskich i naczelnik wojenny województwa krakowskiego w czasie powstania styczniowego, major wojsk węgierskich w czasie powstania 1848, pułkownik turecki w czasie wojny krymskiej.

## Życiorys
W 1842 ukończył studia na Wydziale Prawa Uniwersytetu Jagiellońskiego. Wstąpił do wojska rosyjskiego. W 1846 w Galicji przygotowywał wybuch powstania krakowskiego. Gdy w wyznaczonym przez niego miejscu zamiast 2000 ludzi zgromadziło się 200 powstańców, którzy szybko zaczęli się rozchodzić, nie zrezygnował z walki i na czele 40 ludzi zaatakował sotnię kozaków w Proszowicach, rozbijając ją. W Michałowicach przekroczył granicę Wolnego Miasta Krakowa. Tu napotkał uciekających z miasta powstańców, z którymi wycofał się do Chrzanowa. W czasie bitwy pod Gdowem osłaniał odwrót. Internowany przez władze pruskie. Przez Wrocław udał się do Paryża. Tam u boku generała Wojciecha Chrzanowskiego brał udział w tworzeniu szkoły wojskowej. Był słuchaczem francuskiej szkoły wojennej w Saint-Cyr.

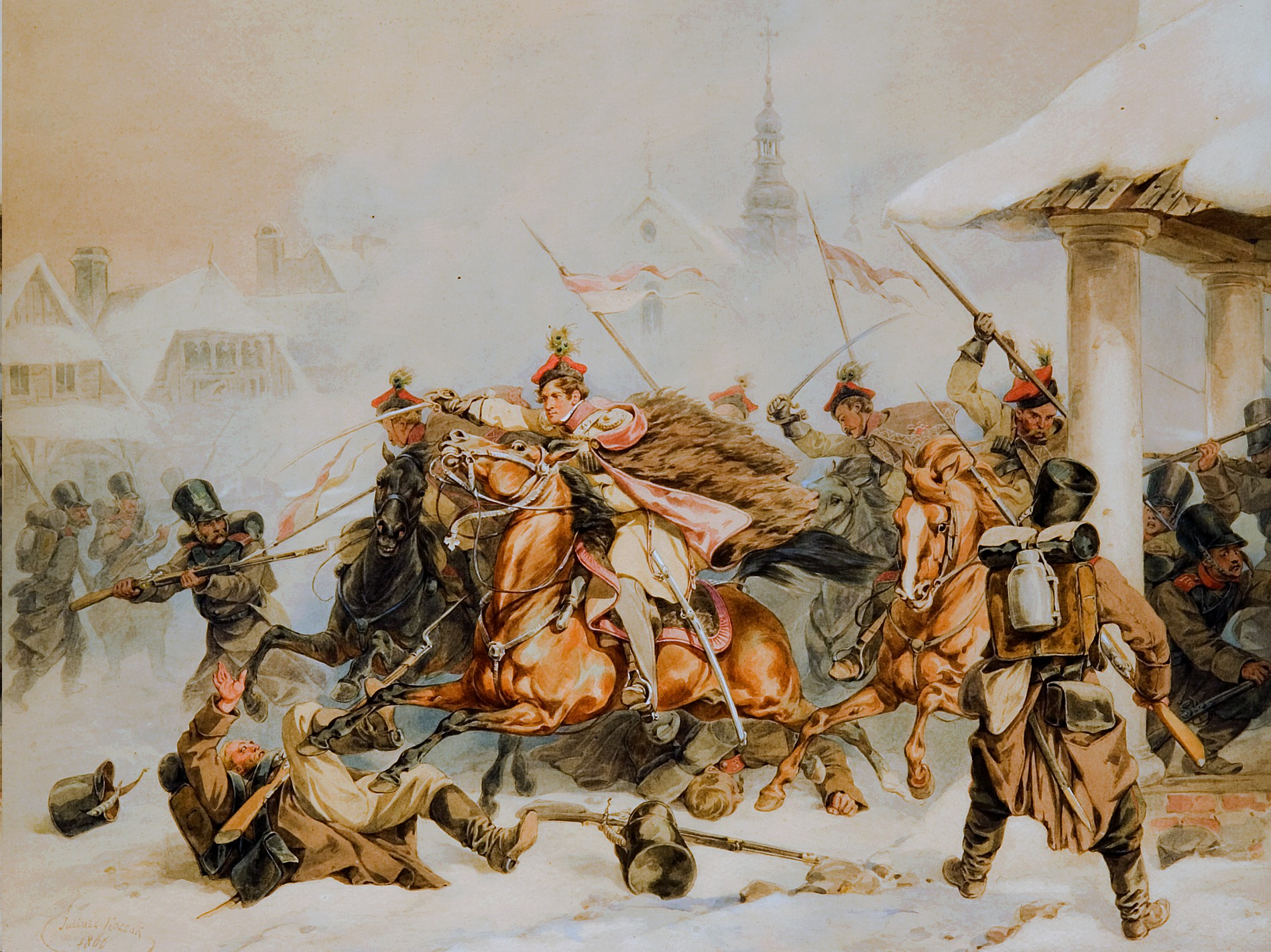
Szarża krakusów na Rosjan w Proszowicach w 1846, akwarela Juliusza Kossaka

Po wybuchu rewolucji węgierskiej udał się na Węgry i został adiutantem generała Henryka Dembińskiego. 26 i 27 lutego brał udział w bitwie pod Kápolną, 2-3 lipca bronił przeprawy przez Cisę pod Szegedynem. Po dymisji Dembińskiego został adiutantem generała Józefa Bema, z którym po stoczeniu krwawej bitwy pod Temeszwarem przekroczył granicę turecką. Za swoją służbę został odznaczony węgierskim powstańczym Orderem Zasługi Wojskowej III klasy. Został przyjęty do armii osmańskiej w randze pułkownika. Związał się ze środowiskiem Hotel Lambert, w 1851 proponował Adamowi Jerzemu Czartoryskiemu wyprawę w celu poparcia powstania Czeczeńców przeciwko Rosji.
W czasie wojny krymskiej był szefem sztabu armii tureckiej walczącej z Rosjanami pod Batumi. W bitwie pod Szekfetynem uszkodził ogniem dział dwa okręty rosyjskie. Następnie wytrzymał przez 5 miesięcy szturm wojsk rosyjskich w Redut-Kale. Przydzielony do brytyjskiego konsula Longwortha, wziął udział w jego wypadzie na Kaukaz.
Po wyjeździe gen. Władysława Zamoyskiego objął dowództwo nad resztką dywizji polskiej. Był politycznym przeciwnikiem Michała Czajkowskiego (Sadyka-Paszy). Brał udział w szeregu misji dyplomatycznych, powierzonych mu przez Hotel Lambert.
W 1863, po wybuchu powstania styczniowego przyjechał do kraju i walczył pod pseudonimem „Spytko”. W połowie kwietnia z ramienia białych został generałem i dowódcą województw krakowskiego i sandomierskiego. Bezskutecznie zabiegał, by Rząd Narodowy powierzył mu dowodzenie wszystkimi oddziałami na lewym brzegu Wisły.
20 czerwca 1863 poniósł klęskę w bitwie pod Komorowem i wycofał się do Galicji.
Zachowała się do naszych czasów jego szabla, obecnie przechowywana w zbiorach Wojciecha Zabłockiego: austriacka oficera kawalerii wz. 1861, przyozdobiona jest na klindze nabijanym złotym wizerunkiem Matki Boskiej z Dzieciątkiem otoczonym inwokacją: „Pod Twoją Obronę Uciekamy Się”.
Pochowany na Cmentarzu Montmartre w Paryżu.
Zmarli powstańcy 1863 roku zostali odznaczeni przez prezydenta RP Ignacego Mościckiego 21 stycznia 1933 roku Krzyżem Niepodległości z Mieczami.

## Wskazówki bibliograficzne
- Kronika powstań polskich 1795-1944, Wydawnictwo „Kronika” – Marian B. Michalik, Warszawa 1994.
- Włodzimierz Kwaśniewicz, Dzieje szabli w Polsce, Dom Wydawniczy Bellona, Oficyna Wydawnicza „Rytm”, Warszawa 2007.
- Stanisław Strumph-Wojtkiewicz, Powstanie styczniowe, Instytut Wydawniczy „Nasza Księgarnia”, Warszawa 1973.